# Marc Bradley
Marc Bradley (* 27. August 1973 in Schorndorf) ist ein deutscher Filmkomponist.

## Leben
Marc Bradley begann seine musikalische Karriere als Chor-Sänger mit verschiedenen Auftritten in Südafrika, Deutschland und in der Schweiz.
Seit 2001 arbeitet er freiberuflich für das Label Intervox, die größte deutsche Musikbibliothek für Kino und Film, die als „Filmkunstmusikverlag“ unter der Schirmherrschaft der Kirch Media Gruppe gegründet wurde. Über Intervox veröffentlicht er bis heute mehrere Stücke jährlich auf Compilation CDs und steuert durch diesen Pool Musik für weltweite Produktionen bei, unter anderem in Australien, Spanien, Japan, Frankreich, den Niederlanden, Kanada und den Vereinigten Staaten.
Neben der ProSieben-Fernsehsendung Galileo, in der seine Musik zu hören war, komponierte Marc Bradley den Score für diverse Filme, unter anderem „Picknick“, „Die Testperson“, „Die Drachentöter“, „imagine“ und den US-amerikanischen Film „11,830,420“, der 2004 für das New York International Independent Film & Video Festival selektiert wurde.
Weitere Filme, für die er die Musik komponierte, waren „Wiedersehen“, „Rundweltmädchen gesucht“ und „The First Time – Bedingungslose Liebe“. Außerdem steuerte er auch Musik zu Theaterproduktionen und Imagefilmen bei.
2011 erschien sein Debüt-Album „Places“, das im Bereich Chill out und Dance angesiedelt ist.
Im selben Jahr erschien gleichzeitig zur DVD-Veröffentlichung des Films The First Time – Bedingungslose Liebe der gleichnamige Soundtrack mit 14 Liedern aus dem Film.
Am 15. Juli 2013 erschien das Album „Falcon Crest: Themes from the Television Series“ für das er mehrere bekannte Motive aus der 80er-Jahre Drama-Serie Falcon Crest neu eingespielt hat, darunter das Titelthema von Bill Conti und mehrere Themen der Komponisten Mark Snow und Dana Kaproff.

## Filmografie
- 2001: Picknick – Regie: Jochen Peters
- 2001: 13,95 – Preis der Beliebtheit – Regie: Felix Eckhardt
- 2001: imagine. – Regie: Marcus Schuster
- 2002: Drugs Kill! – Regie: André Schume
- 2002: Die Testperson – Regie: Markus Topf
- 2003: 11,830,420 – Regie: Justin Haver
- 2003: Die Drachentöter – Regie: Markus Topf
- 2005: Wiedersehen – Regie: Andrea Wiedenfeld
- 2005: If God will send his angels – Regie: K.M. Lo
- 2007: Rundweltmädchen gesucht – Regie: Alexander Sobolla
- 2011: The First Time – Bedingungslose Liebe – Regie: Timmy Ehegötz
- 2011: Für Ewig – Regie: Patrick A. Kompio
- 2011: Tears in Rain – Regie: Marco Theophil[4]

## Alben
Von Marc Bradley wurden folgende Alben bisher veröffentlicht:
- The First Time – Bedingungslose Liebe – Original Motion Picture Soundtrack (2011)
- Places (2011)
- Falcon Crest: Themes from the Television Series (2013)